# سالار مگس‌ها
سالار مگس‌ها یا ارباب مگس‌ها (به انگلیسی: Lord of the Flies) رمانی است از ویلیام گلدینگ، نویسنده انگلیسی و برنده جایزه نوبل ادبیات، که لزوم حاکمیت قانون در جوامع انسانی را به تصویر می‌کشد و عنوان خود را از شیطان بعل الذباب گرفته. در این داستان هواپیمای حامل بچه‌های یک مدرسه در نزدیکی جزیره‌ای متروکه سقوط می‌کند و آنها بدون سرپرست موظف به اداره خودشان می‌شوند. پس از مدت کوتاهی گروه قانون گریز با توسل به اهرم‌های زر و زور و تزویر جمعیت را به سوی توحش می‌کشند.
بر اساس این داستان در سال‌های ۱۹۶۳، ۱۹۷۶ و ۱۹۹۰ فیلم‌هایی ساخته شده است. سریال لاست بسیاری از مضامین خود را از این داستان الهام گرفته است.